# Gueriniella decorata
Gueriniella decorata är en insektsart som beskrevs av Borchsenius 1949. Gueriniella decorata ingår i släktet Gueriniella och familjen pärlsköldlöss.
Artens utbredningsområde är Armenien. Inga underarter finns listade i Catalogue of Life.